# Dignity Tour
The Dignity Tour es la tercera gira de la cantante estadounidense Hilary Duff. El tour se extendió hasta países como Estados Unidos, Canadá, México, Brasil y Australia. 

## Historia y características del tour
El tour comenzó a finales del mes de julio de 2007, exactamente el 28 de julio en la ciudad canadiense de Winnipeg, en los siguientes días el tour continuó por otras cinco ciudades de Canadá, para empezar el 6 de agosto una gira de 18 fechas en los Estados Unidos, y regresar nuevamente a Canadá. Para noviembre de 2007 estaba previsto que el Dignity World Tour llegase también a Europa, donde Duff se presentaría en 7 ciudades de Francia, España e Italia, pero la cantante fue contratada para actuar en dos nuevos proyectos en el cine, y por ello las fechas de la gira europea fueron oficialmente pospuestas hasta 2008.
Duff mencionó que extendería su tour por los Estados Unidos y que haría una gira por el Reino Unido para 2008. 
En la conferencia de prensa, de los Premios MTV, la cantante anunció las fechas de su tour por México, donde Duff mencionó Monterrey, Guadalajara, Puebla y el D.F.. Dichas fechas fueron brindadas por Duff en enero. 
Para el resto de América Latina Hilary anunció algunos de los países que visitará en 2008: Argentina, Chile y Brasil, de las cuales dos ciudades en Brasil fueron las ciudades que visitó São Paulo y Río de Janeiro , sin embargo, quedaron pendientes las fechas de las presentaciones en Argentina, Chile y el resto de Latinoamérica.
El Dignity Tour ha sido la mejor puesta en escena de Duff, en comparación con sus anteriores 3 giras. Según los críticos el show es muy rápido y dinámico, con mucha energía y no se hacen faltar los agradecimientos de Duff a sus fanes. En esta gira Duff tiene nuevas coreografías, con bailarinas profesionales y bailarines de breakdance, mejores efectos especiales con un brillante juego de luces y pantallas gigantes.

## Repertorio
Intro
1. "Play with Fire"
2. "Danger"
3. "Come Clean"
4. "The Getaway"
5. "Dignity"
6. "Gypsy Woman"

Intermedio
1. "Someone Watching Over Me"
2. "Beat of My Heart"
3. "Our Lips Are Sealed"
4. "Any Other Day"
5. "Why Not"
6. "So Yesterday"

Intermedio
1. "With Love"
2. "Never Stop"
3. "Wake Up"
4. "I Wish"
5. "Love is a Battlefied"
6. "Outside of You" (Despedida)

Intermedio
1. "Fly"
2. "Happy, No Work, All Play, Between You and Me (Interpretaba una de las tres)

Intro Bailarines y Banda: 
1. "Dreamer"
2. "Reach Out"
3. "Stranger"

## Fechas del tour
| Norteamérica             |                   |                |                                     |
| 28 de julio de 2007      | Winnipeg          | Canadá         | MTS Centre                          |
| 30 de julio de 2007      | Saskatoon         | Canadá         | Credit Union Centre                 |
| 31 de julio de 2007      | Calgary           | Canadá         | Saddledome                          |
| 1 de agosto de 2007      | Edmonton          | Canadá         | Rexall Place                        |
| 3 de agosto de 2007      | Vancouver         | Canadá         | Pacific Coliseum                    |
| 4 de agosto de 2007      | Victoria          | Canadá         | Save-On-Foods Memorial Centre       |
| 6 de agosto de 2007      | Everett           | Estados Unidos | Everett Events Center               |
| 7 de agosto de 2007      | Portland          | Estados Unidos | Arlene Schnitzer Concert Hall       |
| 11 de agosto de 2007     | Concord           | Estados Unidos | Sleep Train Pavilion                |
| 12 de agosto de 2007     | Fresno            | Estados Unidos | William Saroysn Theatre             |
| 14 de agosto de 2007     | San Diego         | Estados Unidos | Bayside Concerts at the Embarcadero |
| 15 de agosto de 2007     | Universal City    | Estados Unidos | Gibson Amphitheatre                 |
| 17 de agosto de 2007     | Anaheim           | Estados Unidos | The Grove                           |
| 18 de agosto de 2007     | Las Vegas         | Estados Unidos | The Pearl at The Palms              |
| 19 de agosto de 2007     | Phoenix           | Estados Unidos | Dodge Theatre                       |
| 21 de agosto de 2007     | Denver            | Estados Unidos | Coors Amphitheatre                  |
| 23 de agosto de 2007     | Mineapolis        | Estados Unidos | US Bank Theater at Target Center    |
| 24 de agosto de 2007     | Chicago Pospuesto | Estados Unidos | Charter One Pavilion                |
| 25 de agosto de 2007     | Louisville        | Estados Unidos | The Louisville Palace               |
| 27 de agosto de 2007     | Nueva York        | Estados Unidos | Radio City Music Hall               |
| 29 de agosto de 2007     | Syracuse          | Estados Unidos | The New York State Fair             |
| 30 de agosto de 2007     | Boston            | Estados Unidos | Bank of America Pavilion            |
| 31 de agosto de 2007     | Allentown         | Estados Unidos | The Great Allentown Fair            |
| 1 de septiembre de 2007  | Darien            | Estados Unidos | Darien Lake Performing Arts Center  |
| 4 de septiembre de 2007  | Montreal          | Canadá         | Bell Centre                         |
| 5 de septiembre de 2007  | Ottawa            | Canadá         | Scotiabank Place                    |
| 6 de septiembre de 2007  | Hamilton          | Canadá         | Copps Coliseum                      |
| 8 de septiembre de 2007  | Toronto           | Canadá         | Air Canada Centre                   |
| 10 de septiembre de 2007 | Lodon             | Canadá         | John Labatt Centre                  |
| 11 de septiembre de 2007 | Sault Ste. Marie  | Canadá         | Steelback Centre                    |
| 12 de septiembre de 2007 | Chicago           | Estados Unidos | Charter One Pavilion                |
| 12 de enero de 2008      | Monterrey         | México         | Arena Monterrey                     |
| 14 de enero de 2008      | Puebla            | México         | Auditorio Siglo XXI                 |
| 16 de enero de 2008      | Guadalajara       | México         | Auditorio Telmex                    |
| 18 de enero de 2008      | Ciudad de México  | México         | Palacio de los Deportes             |
| Sudamérica               |                   |                |                                     |
| Fecha                    | Ciudad            | País           | Lugar                               |
| 21 de enero de 2008      | São Paulo         | Brasil         | Via Funchal                         |
| 22 de enero de 2008      | São Paulo         | Brasil         | Via Funchal                         |
| 24 de enero de 2008      | Río de Janeiro    | Brasil         | Vivo                                |
| Oceanía                  |                   |                |                                     |
| Fecha                    | Ciudad            | País           | Lugar                               |
| 30 de enero de 2008      | Brisbane          | Australia      | Brisbane Entertainment Centre       |
| 2 de febrero de 2008     | Sídney            | Australia      | Acer Arena                          |
| 3 de febrero de 2008     | Melbourne         | Australia      | Rod Laver Arena                     |

## DVD
Inicialmente se dijo que sería lanzado un DVD del tour, fue grabado el concierto realizado en el Gibson Amphiteather en Universal City, se dio a conocer el tracklist que tenía todas las canciones del tour en vivo y un documental, llevaría también el video Stranger, el nuevo video musical llamado Reach Out, y se informó que sería lanzado en el mes de noviembre de 2007; pero días antes la disquera (Hollywood Records) canceló los planes y decidió no lanzar el DVD. Además de esto se canceló la reedición del CD Dignity, que contendría remixes de las canciones anteriores y 4 nuevas: Reach Out, Holiday, Love Is a Battlefield e Imperfection. Por esta decisión de último minuto Hilary decidió finalizar el contrato con su disquera con el lanzamiento de las canciones Reach Out y Holiday, incluidas en su más reciente CD recopilatorio Best of Hilary Duff. 
Poco tiempo después se lanzaron ciertos videos, que inicialmente iban a ser usados como previews para el DVD, pero son de baja calidad ya que no fueron bien editados, pero se puede apreciar la calidad de artista que Hilary es.
El 25 de noviembre de 2009, Itunes, junto con Live Nation, lanzó los audios oficiales del concierto en el Gibson Amphitheatre de Los Ángeles.
Sin embargo el 9 de junio de 2010 sale a la venta después de 4 años de espera, el DVD del tour; pero solamente podía ser adquirido en Itunes para Estados Unidos.